# 申成宇
申成佑（1968年4月19日—），前錯譯為申成宇，因參與韓國電視台SBS綜藝節目《Roommate》廣為人知地被暱稱為申媽媽。韓國男演員，男歌手。2018年，長子出生，開輔食生意，為5歲以下嬰孩推出輔助性食物。

## 演出作品

### 電視劇
- 2000年：SBS《Love Story－記憶的主人》
- 2002年：MBC《危機男子》
- 2003年：MBC《花》
- 2003年：MBC《我的威風女友》飾演 徐仁宇
- 2003年：SBS《初戀》
- 2004年：KBS《愛過以後》
- 2004年：KBS《美麗的誘惑》
- 2004年：SBS《午夜DJ》
- 2004年：MBC《12月的熱帶夜》飾演 閔志煥
- 2005年：MBC《彩排》
- 2005年：MBC《Drama Special－一位可愛的邪惡少女走向我》
- 2005年：MBC《驛動的心》
- 2006年：SBS《我人生的Special》
- 2006年：SBS《無敵情報員》飾演 姜恩赫
- 2007年：KBS《相愛也沒關係》
- 2008年：MBC《可可島的秘密》飾演 申課長
- 2010年：MBC《快樂我的家》飾演 李尚賢
- 2011年：SBS《武士白東修》飾演 累積
- 2015年：MBC《媽媽》飾演 閔泰鉉
- 2016年：KBS《武林學校》飾演 蔡允
- 2016年：tvN《Dear My Friends》飾演 韓東振
- 2018年：MBC《偉大的誘惑者》飾演 權石宇
- 2021年：SBS《Penthouse 3》飾演 Clark Lee
- 2022年：tvN《殺人者的購物目錄》飾演 安英俊

### 電影
- 2000年：《愛情故事》
- 2009年：《婚禮之後》

### 舞台劇
- 《吸血鬼》
- 《哈姆雷特》
- 《三劍俠》
- 《Jack the Ripper》
- 《Rock of Ages》

### 廣播節目
- SBS《Han Dong Jung's Music Live D》

### 綜藝節目
- 2014年：SBS《Roommate》（固定嘉賓）
- 2014年：MBC《七人食客》
- 2018年：MBN《現實男女》

## 外部連結
- NAVER （页面存档备份，存于）

- 申成宇的Instagram帳戶 